# Національна галерея Норвегії

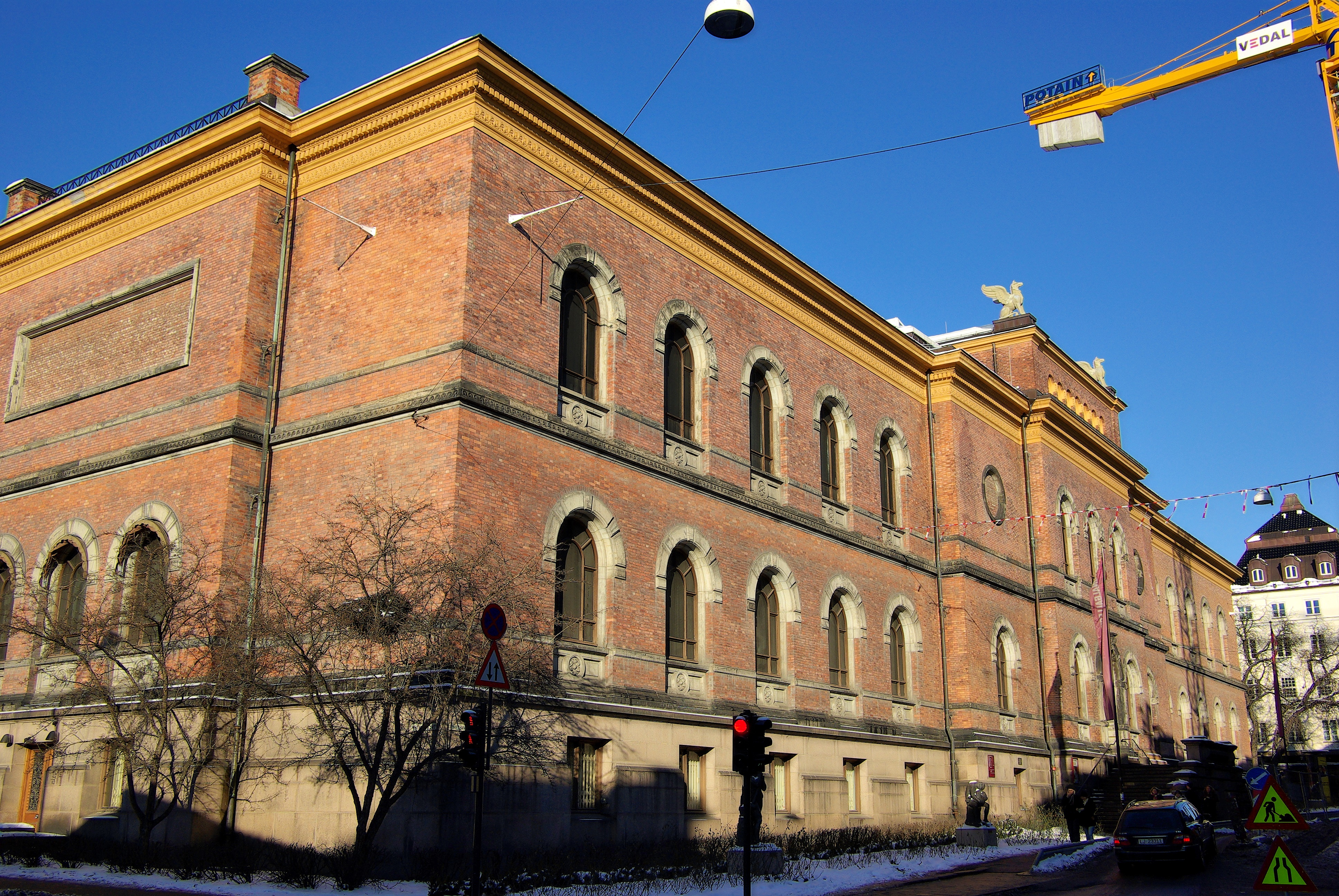
Національна галерея в Осло, Норвегія

Національна галерея  (норв. Nasjonalgalleriet) — це галерея в Осло, Норвегія. З 2003 року адміністративно входить до складу Національного музею мистецтва, архітектури та дизайну.
У 2017 році вхід коштував 100 норвезьких крон. 

## Історія
Вона була створена у 1842 році за рішенням парламенту від 1836 року. Спочатку знаходилася у Королівському палаці в Осло, у 1882 році отримала власну будівлю музею за проектом Генріха Ернста та Адольфа Ширмера. Колишні назви музею включають Den norske stats sentralmuseum for billedkunst і з 1903 по 1920 роки Statens Kunstmuseum. Серед директорів Єнс Тііс (1908–1941), Сігурд Віллох (1946–1973), Кнут Берг (1975–1995), Тоне Скедсмо (1995–2000) та Аннікен Туе (2001–2003). 
Про те, що галерею помилково позначили як технічно непридатну для живопису, повідомлялося в 2013 році.  Попереднє дослідження - про музеї  ніколи не робило висновків про рівень фізичної підготовки, а парламент Норвегії був дезінформований про висновки, яких насправді не існувало.)

## Колекція

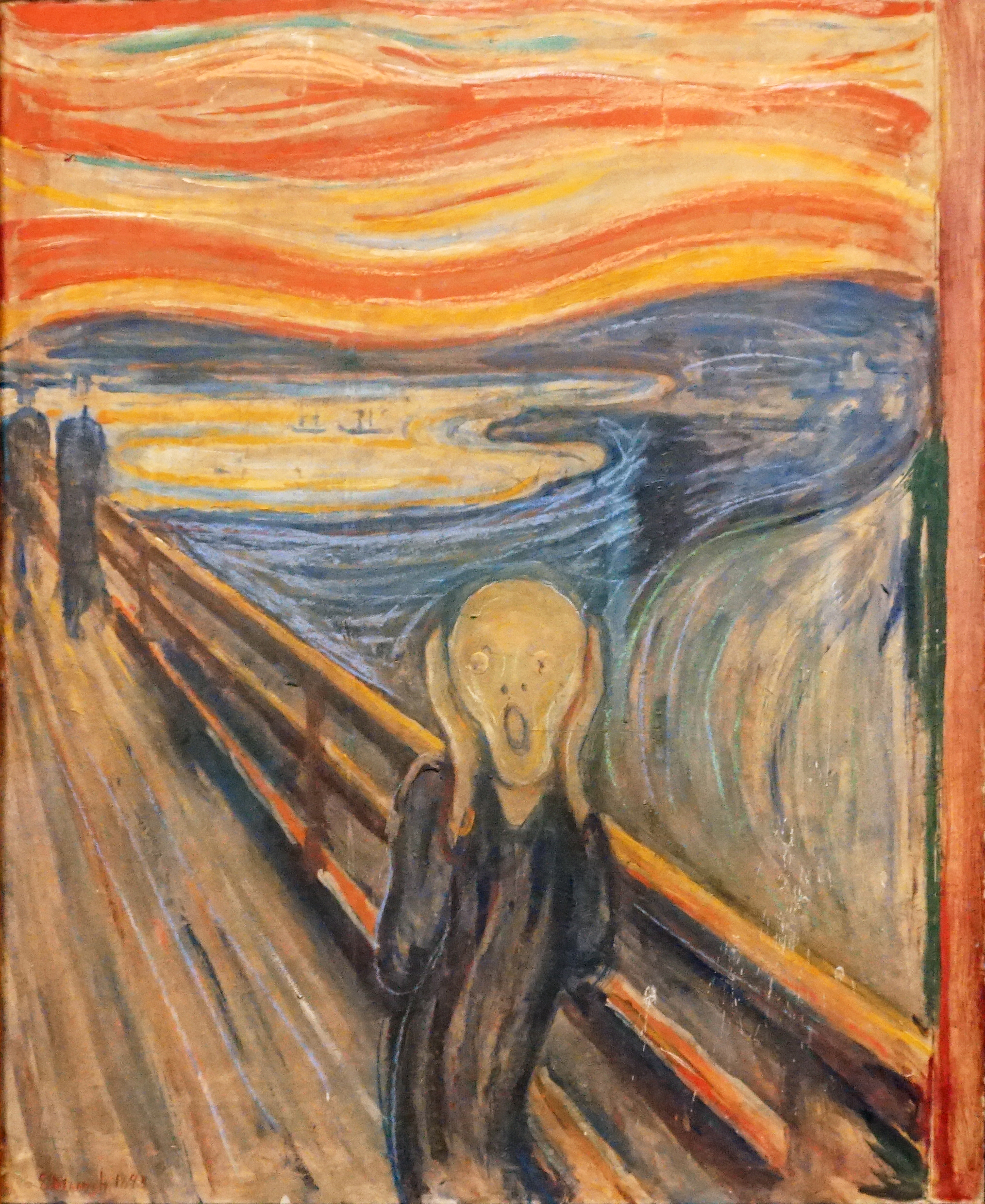
Крик, 1893 рік Едвард Мунк

Галерея включає твори скульптора Джуліуса Міддельтуна,  живописців Югана Крістіана Клауссена Даля, Еріка Вереншьоль та Кристіана Крога, а також роботи Едварда Мунка, включаючи «Крик» та одну версію його Мадонни.
У музеї також є старовинні європейські картини живописців: Ель Греко, Лукас Кранах Старший (Золота доба), Галлі (Жертвоприношення Ноя), Ораціо Джентілескі, Артемізія Джентілескі, Андреа Локателлі (Bachannal S Елінга (Перевізник листів), Фердинанд Боль, Даніель Де Блієк (Інтер'єр церкви), Якоб ван дер Ульфт ( Морський порт), Корнеліс Бісшоп ( Швачка ) та Ян ван Гоєн. Є також картини 19-го та 20-го століття, створені Арманом Гійоменом, Карлом Зоном, Огюстом Ренуаром, Клодом Моне (Дощовий день, Етрета), Полем Сезаном та Пабло Пікассо. Є також норвезькі картини Адольфа Тідеманда, Ганса Гуде, Гаррієт Бакер та Ларса Йорде.

## Архітектура
Музейну колекцію перенесуть у нову будівлю, яка відкриється у 2020 році та збиратиме всі секції Національної галереї, крім архітектури. Архітектором нової будівлі, яка буде розташована на фронтовій частині гавані та є частиною розвитку Фьордбієна, є німецька фірма Kleihues + Kleihues. 